# Telewizja Lubin
Telewizja Lubin (TVL, TVLubin) – lokalna stacja telewizyjna, nadająca swój program na terenie Lubina. Właścicielem i koncesjonariuszem stacji była spółka MEDIA WM. Od 1 listopada 2011 roku, telewizja przestała nadawać. Ostatnim prezesem telewizji był Jerzy Gierłachowski. 

## Ramówka
Telewizja emitowała serwisy informacyjne, rozmowy z ważnymi dla regionu osobami (Wydarzenia, Ludzie, Opinie czy Kurier Powiatowy), audycje sportowe ("Nasze Zagłębie") i relacje z meczów (Studio Kibica), programy kulturalne ("Trochę Kultury"), muzyczne ("Muzykomaniek") czy kulinarne. Na początku lat dziewięćdziesiątych stacja nawiązała współpracę z Wielką Orkiestrą Świątecznej Pomocy. Co roku w siedzibie telewizji odbywały się świąteczne akcje Orkiestry dla dzieci z Lubina. Warto dodać, że w programie kulturalnym Telewizji Lubin, "Trochę kultury" wywiadów udzielali m.in. Michał Bajor, Mariusz Kałamaga, Cezary Żak czy Artur Barciś. 

### Nasze Zagłębie
W ramówce znajdował się magazyn sportowy "Nasze Zagłębie", prowadzony początkowo z byłym rzecznikiem prasowym piłkarskiego klubu Zagłębie Lubin. W późniejszym czasie koncepcja programu zmieniła się i do redakcji zapraszano ówcześnie grających piłkarzy Zagłębia (Michał Stasiak, Bartosz Rymaniak czy Mate Lacić). Ukazywały się tam również wywiady z osobami powiązanymi w przeszłości z klubem.